# Щербатовка (Волгоградская область)
Щербатовка — село в Камышинском районе Волгоградской области, в составе Воднобуерачного сельского поселения. Расположено в 56 км к северо-востоку от Камышина. Основано как немецкая колония Мюльберг в 1765 году. Население — 210 чел. (2010).

## Название
Немецкое название — Мюльберг (нем. Mühlberg). Русское название присвоено по нахождению у истоков реки Щербаковка

## История
Основано 24 августа 1767 года. Основатели — 48 семей из Дурлаха, Вюртемберга и Дармштадта. До 1917 года входила в состав Усть-Кулалинского колонистского округа, после 1871 года Усть-Кулалинской волости Камышинского уезда Саратовской губернии.
Село относилось к лютеранскому приходу Штефан. Церковь была построена в 1873 году. Часть жителей были баптисты и адвентисты.
C 1881 года действовала земская школа, в 1906 году открылась частная школа А. Е. Нейберга.
В 1857 году земельный фонд составлял 3654 десятины, в 1910 году — 7224 десятины.
В 1861—1886 годах часть жителей выезжает в Самарскую, Ставропольскую губернии, Северную (в Канзас) и Южную Америку.
После установления советской власти немецкое село сначала Нижне-Иловлинского района Голо-Карамышского уезда Трудовой коммуны (Области) немцев Поволжья, с 1922 года — Каменского, а с 1935 года — Добринского кантона Республики немцев Поволжья; административный центр Штефанского сельского совета (в 1926 году в сельсовет входили: село Штефан, хутора Фрицлер и Ней-Миллер).
В голод 1921 года родилось 79 человек, умерло — 281. В 1926 году действуют начальная школа, изба-читальня, кооперативная лавка, сельскохозяйственное товарищество. В 1930 году организован колхоз «Нейер Вег», в 1934 году — МТС.
В 1927 году постановлением ВЦИК «Об изменениях в административном делении Автономной С. С. Р. Немцев Поволжья и о присвоении немецким селениям прежних наименований, существовавших до 1914 года» селу Немецкая Щербаковка Каменского кантона возвращено название Мюльберг.
В сентябре 1941 года немецкое население села было депортировано на восток.

## Физико-географическая характеристика
Село находится на северо-востоке Камышинского района, в пределах Приволжской возвышенности, являющейся частью Восточно-Европейской равнины. Прилегающая местность расчленена глубокими балками и оврагами, ведущими к Волге. Высота центра населённого пункта — 162 метров над уровнем моря. В окрестностях населённого пункта распространены каштановые почвы. Почвообразующие породы — глины и суглинки.
По автомобильным дорогам расстояние до административного центра сельского поселения села Воднобуерачное — 7 км, до районного центра города Камышин — 56 км, до областного центра города Волгоград — 250 км, до города Саратов — 150 км.
Часовой пояс
Щербатовка, как и вся Волгоградская область, находится в часовой зоне МСК (московское время). Смещение применяемого времени относительно UTC составляет +3:00.

## Население
| 2002 |
| ---- |
| 287  |

| 1767  | 1773  | 1788  | 1798  | 1816  | 1834  | 1850  |
| ----- | ----- | ----- | ----- | ----- | ----- | ----- |
| 171   | ↗229  | ↗348  | ↗403  | ↗668  | ↗1331 | ↗2065 |
| 1859  | 1886  | 1897  | 1905  | 1911  | 1920  | 1922  |
| ↗2543 | ↘1793 | ↘1584 | ↗3927 | ↗4164 | ↘2402 | ↘1862 |
| 1926  | 1931  | 2010  |       |       |       |       |
| ↘1536 | ↗2071 | ↘210  |       |       |       |       |